# América de Cali (féminines)
Maillots
América de Cali Femenino ou plus simplement América de Cali est un club de football féminin colombien basé à Cali.

## Histoire
Le club est fondé le 15 septembre 2016. Le 28 janvier 2017, l'America dispute son premier match de préparation de la saison inaugurale. Le premier championnat féminin de Colombie débute le 18 février 2017, l'America joue à l'extérieur et perd son premier match contre Orsomarso (2-0), futur premier de sa poule. L'America se qualifie pour la phase finale en tant que meilleur troisième. Les diables rouges vont jusqu'en quart de finale, où elles sont éliminées par Sant Fe, les futures championnes de Colombie.
En 2018, l'America termine première de sa poule et atteint les demi-finales, où elles sont de nouveau éliminées par les futures championnes, l'Atlético Huila.
En 2019, le club termine premier de sa poule, l'emporte en finale face à l'Independiente Medellín, et empoche ainsi son premier titre national. Le club se qualifie pour la Copa Libertadores féminine 2019 où il atteindra la 3e place.
En 2020, l'América de Cali Femenino atteint de nouveau la finale du championnat, mais se voit battue deux fois par Sant Fe (score cumulé 4-1).

## Palmarès
| Compétitions nationales                                                            |
| ---------------------------------------------------------------------------------- |
| - Championnat de Colombie (2) : - Champion : 2019 et 2022. - Vice-champion : 2020. |
| Compétitions internationales                                                       |
| - Copa Libertadores féminine : - Finaliste en 2020.                                |
| Compétitions régionales                                                            |
| - Copa Telepacifico femenina : - Vainqueur en 2022.                                |

## Rivalités
Le principal rival de l'América est le Deportivo Cali.